# Mohammed ben Fahd Al Saoud
Mohammed ben Fahd ben Abdelaziz Al Saoud (en arabe : الأمير محمد بن فهد بن عبدالعزيز آل سعود), né le 4 janvier 1950 à Riyad où il meurt le 28 janvier 2025, est un prince saoudien, le deuxième fils du roi Fahd ben Abdelaziz Al Saoud. 
Membre de la deuxième génération de la famille royale d’Arabie saoudite, le prince dirige l'un des groupes les plus importants du pays, la société Al Bilad, et est aussi gouverneur de la province orientale.

## Biographie
Né à Riyad le 4 janvier 1950, Mohammed ben Fahd est le second des fils du roi Fahd ben Abdelaziz Al Saoud et de sa première épouse, al-Anoud bint Abdelaziz ben Musaïd Al Saoud (selon d'autres sources, sa mère serait Jawza bint Abdallah ben Abderrahmane Al Abderrahmane).
Il a reçu sa formation générale au Capital Model Institute créé par le roi Ibn Saoud en 1941 pour enseigner à ses enfants le Coran, la théologie islamique, la langue arabe, la littérature et les mathématiques. Il poursuit ses études à l’Université de Californie de Santa Barbara, où il obtient une licence en sciences économiques et politiques.
Après avoir obtenu son diplôme, il travaille dans le secteur privé. Nommé sous-ministre adjoint de l’Intérieur, il devient gouverneur de la province orientale de l’Arabie saoudite en 1985 où il crée l'université Prince Mohammed ben Fahd (en).
Il a créé la Fondation prince Mohammed ben Fahd pour le développement humanitaire.
Mohammed ben Fahd est cité dans l'affaire des Panama Papers en avril 2016.

### Enquête sur ses villas à Golfe-Juan
En 2012, le parquet de Grasse ouvre une enquête préliminaire à la suite d'une plainte contre X pour « détournement de fonds publics, corruption, recel, déclassement illégal d'espaces boisés classés à protéger ou à créer », déposée par Jean-Noël Falcou, d'Europe Ecologie-les Verts, Blandine Ackermann, présidente de l'Association pour la défense de l'environnement de Golfe-Juan-Vallauris (ADEGV), et Jean-Christophe Picard, responsable d'Anticor 06, au sujet du parc du Château Robert, terrain de 13 hectares en zone naturelle protégée, déclassé en 2006 pour permettre à Mohammed ben Fahd d'obtenir un permis de construire pour deux villas géantes de 1 000 m2, proposées à la vente pour 64 M€. En contrepartie, le prince a proposé de « céder gracieusement » un terrain de 9 hectares à la ville, finalement acheté pour 300 000 € en 2008. Ces accusations ont été réfutées par le maire de Vallauris-Golfe-Juan, Alain Gumiel.

### Famille
Marié à Jawaher bint Nayef ben Abdelaziz Al Saoud, il est le père de :
- Nouf (1975), mariée au prince Abdelaziz ben Mohammed ben Saad Al Saoud et mère de deux fils (Fahd et Nayef)[8],
- Turki (1979),
- Nourah (1981), mariée au prince Mohammed ben Turki ben Abdullah bin Abdul Rahman Al Saoud et mère de deux filles (Al Anoud, Fahda)
- Khaled (1984),
- Mashael (1988), mariée au prince Sultan ben Bandar al-Faisal ben Abdelaziz Al Saoud et mère de trois filles (Reema, Sultana et Al Jawhara)
- Abdelaziz (1991)[2],[9],[10].